# Iredaleoconcha caloraphe
Iredaleoconcha caloraphe är en snäckart som beskrevs av Preston 1913. Iredaleoconcha caloraphe ingår i släktet Iredaleoconcha och familjen Helicarionidae. Inga underarter finns listade i Catalogue of Life.